# Троицкий округ (Уральская область)
Тро́ицкий о́круг — административно-территориальная единица Уральской области, существовавшая в 1923—1930 годах.
Троицкий округ был образован в ноябре 1923 года. Центром округа был назначен город Троицк.
По данным на 1 января 1926 года округ был разделён на 12 районов: Брединский, Ворнинский, Верхнеуральский, Каракульский, Кизельский, Кочкарский, Магнитный, Нижнеувельский, Полтавский, Степной, Троицкий и Уйский.
30 июля 1930 Троицкий округ, как и большинство остальных округов СССР, был упразднён. Его районы отошли в прямое подчинение Уральской области. В 1934 бо́льшая часть территории районов вошла в состав Челябинской области, часть территории (в основном, анклавы) передана в подчинение Казакской АССР. 
Население округа в 1926 году составляло 312,6 тыс. человек. Из них русские — 82,8 %; татары — 5,3 %; украинцы — 4,6 %; казахи — 2,0 %; нагайбаки — 1,7 %; мордва — 1,2 %.